# Recologne (Doubs)
Recologne település Franciaországban, Doubs megyében. Lakosainak száma 716 fő (2022. január 1.). Recologne Chevigney-sur-l'Ognon, Franey, Noironte, Placey és Ruffey-le-Château községekkel határos.

## Népesség
A település népessége az elmúlt években az alábbi módon változott:
| Lakosok száma | 256  | 392  | 482  | 546  | 629  | 646  | 653  | 667  | 687  | 716  |
|               | 1968 | 1982 | 1990 | 2006 | 2013 | 2015 | 2017 | 2019 | 2020 | 2022 |